# 772
Раннє Середньовіччя. У Східній Римській імперії триває правління Костянтина V. Більшу частину території Італії займає Лангобардське королівство, Рим і Равенна під управлінням Папи Римського, деякі області на півночі та на півдні належать Візантії. Карл Великий править Франкським королівством. Піренейський півострів, окрім Королівства Астурія, займає Кордовський емірат. В Англії триває період гептархії. Центр Аварського каганату лежить у Паннонії. Існують слов'янські держави: Карантанія та Перше Болгарське царство.
Аббасидський халіфат займає великі території в Азії та Північній Африці. У Китаї править династія Тан. В Індії почалося піднесення імперії Пала. У Японії триває період Нара. Хазарський каганат підпорядкував собі кочові народи на великій степовій території між Азовським морем та Аралом. Територію на північ від Китаю займає Уйгурський каганат.
На території лісостепової України в VIII столітті виділяють пеньківську й корчацьку археологічні культури. У VIII столітті тривало швидке розселення слов'ян. У Північному Причорномор'ї співіснують різні кочові племена, зокрема булгари, хозари, алани, авари, тюрки, кримські готи.

## Події
- 9 лютого розпочався понтифікат Адріана I.
- Папа Римський припинив датувати свої булли роками правління візантійського імператора.
- Лангобардський король Дезидерій вимагає від Папи коронування своїх онуків, синів франкського короля Карломана, на франкський престол. Папа Адріан відмовився, і тоді Дезидерій пішов війною на Римську область, захопив Равенну і взяв в облогу Рим. Папа Адріан покликав на допомогу Карла Великого.
- Карл Великий упродовж весни й літа воював із саксами і зруйнував їхнє святилище Ірсменсиль, зрубавши дерево, що підтримувало небесне склепіння.
- Аббасидський халіф послав в Іфрикію війська з Хорасана. Вони розбили війська хариджитів і захопили Кайруан.
- У Британії Мерсія підкорила собі Сассекс.

## Народились
- Бо Цзюйі — китайський поет